# Fartblinda
Fartblinda är en svensk TV-serie bestående av åtta avsnitt i regi av Jens Jonsson och Johan Lundin. Serien hade premiär on demand i augusti 2019 och på TV4 den andra september 2019. Den bygger på ekonomijournalisten och författaren Carolina Neuraths spänningsroman i finansmiljö med samma namn från 2016. Huvudrollerna i serien spelas av Julia Ragnarsson och Matias Varela.

## Rollista i urval

### Huvudroller
- Julia Ragnarsson - Bea Farkas
- Matias Varela - Peder Rooth
- Julia Dufvenius - Sophie Rooth
- Albin Grenholm - Markus Thulin
- Vincent Wettergren - Hampus Rooth
- Christian Wennberg - Bjarne Rasmussen
- Lisette Pagler - Nina Vojnovic
- Johan H:son Kjellgren - Anders Rapp
- Edvin Endre - Carl Rehnskiöld
- Claes Månsson - Otto Rehnskiöld

### Återkommande roller
- Gabriella Repic - Eszti Farkas
- Filip Wolfe Sjunnesson - Pierre Eckervik
- Martin Eliasson - J-A
- Peter Eggers - Ulf Klingspor
- Urban Bergsten - Fotografen Björn
- Vera Vaindorf - Hedda Rooth
- Oskar Thunberg - Henrik Beijer (säsong 1)
- Ania Chorabik - Eleonor Björnor (säsong 1)
- Björn Elgerd - Adam Berg (säsong 1)
- Ane Dahl Torp - Susanne Jonsson (säsong 2)
- Mats Blomgren - Sten Waltin (säsong 1)
- Arvin Kananian - Nico Karamanlis (säsong 1)
- Philip Oros - Herdi Kader (säsong 1)
- Robert Sjöblom - Sven-Ivan Segerfält
- Peter Gantzler - Aksel Bonnesen (säsong 2)
- Maja Kin - Christina Rasmussen (säsong 2)
- Rosemarie Mosbæk - Louise Bonnesen (säsong 2)
- Klas Wiljergård - Klas Ygren (säsong 2)
- Alex Fatehnia - Enzo Bodyguard (säsong 2)